# Eugnesia fasciata
Eugnesia fasciata är en fjärilsart som beskrevs av W. Warren 1899. Eugnesia fasciata ingår i släktet Eugnesia och familjen mätare. Inga underarter finns listade i Catalogue of Life.